# Klemens Żywicki
Klemens Żywicki (ur. 23 listopada 1830, zm. 24 maja 1894 w Tarnopolu) – doktor praw, adwokat krajowy i członek Rady Powiatowej w Tarnopolu, poseł do Sejmu Krajowego Galicji V i VI kadencji (1882–1894).
Wybrany do Sejmu Krajowego z I kurii obwodu Tarnopol, z okręgu wyborczego Tarnopol. Na jego miejsce 8 listopada 1894 obrano Leona Pinińskiego.